# 馬丁山 (帕爾默地東岸)
69°40′S 62°59′W / 69.667°S 62.983°W
馬丁山（英語：Mount Martin），是南極洲的山峰，位於帕爾默地東岸，處於安東尼冰川源頭以北，海拔高度1,360米，在1936年由英國探險隊踏足，現時由南極條約體系管理。